# Nims (rijeka)
Nims je 61 km dug lijevi pritok rijeke Prüm u južnoj regiji Eifel u gorju Eifel. Prolazi kroz pokrajinu Bitburg-Prüm u njemačkoj saveznoj državi Porajnje-Falačka.

## Geografija
Nims izvire u Weinsheima, istočno od grada Prüma, u planinama Eifel. Zatim teče u južnom smjeru kroz istu dolinu, nadmašujući torpe Schönecken i Seffern i zapadno susjedstvo Bitburga. Nims utječe u Prüm ispod Irrela.

### Naselja
Nims teče kroz ili pored sljedećih naselja:
| - Rommersheim - Giesdorf - Schönecken - Nimsreuland - Lasel - Nimshuscheid (mlin) | - Seffern - Bickendorf - Nattenheim (mlin) - Rittersdorf - Bitburg (Stahl) - Birtlingen | - Messerich - Wolsfeld - Alsdorf (Eifel) - Niederweis - Irrel |

### Pritoke
Najduže pritoke Nimsa su:
- Ehlenzbach
- Balesfelder Bach

#### Pritoke duže od 6 km
Lijeve pritoke su tamnoplave, desne svijetloplave, a poredane su nizvodno.
Jedan od najstarijih zapisa o rijeci spominje se pod imenom Nimisa i datira iz 798. ili 799. godine ("31. godina vladavine Karla Velikog ").

## Promet
Trasa stare Željeznice doline Nims-Sauer prolazila je južnim dijelom doline Nims od Messericha do Irrela. Linija je sada zatvorena i djelomično je podignuta.
Između Bickendorfa i Sefferna, 781 metar dug Vijadukt Nims na saveznoj autocesti 60 prelazi dolinu rijeke Nims.

## Biljke i životinje
Rijeka Nims poznata je po planinskoj pastrvi Eifel, koja uspijeva zbog niske pH vrijednosti i hladne vode.